# Élections législatives de 1924 dans l'Aude
Les élections législatives de 1924 ont eu lieu le 11 mai 1924.

## Élus
|   | Député sortant  |  | Groupe parlementaire                | Député élu      |                 | Groupe parlementaire          |
| - | --------------- |  | ----------------------------------- | --------------- | --------------- | ----------------------------- |
| 1 | Jean Durand     |  | Parti radical et radical-socialiste | Léon Castel     |                 | Radical et radical-socialiste |
| 2 | Albert Sarraut  |  | Parti radical et radical-socialiste | François Milhet |                 | Radical et radical-socialiste |
| 3 | Léon Castel     |  | Parti radical et radical-socialiste | Pierre Constans |                 | Républicains de gauche        |
| 4 | François Milhet |  | Parti radical et radical-socialiste | Yvan Pélissier  |                 | Parti socialiste              |
| 5 | Pierre Constans |  | Gauche républicaine démocratique    | Siège supprimée | Siège supprimée | Siège supprimée               |

## Résultats départementaux

### Par listes
| Listes         | Listes                                   | Premier tour | Premier tour | Sièges |
| Listes         | Listes                                   | Voix         | %            | Sièges |
| -------------- | ---------------------------------------- | ------------ | ------------ | ------ |
|                | Liste républicaine radicale socialiste   | 28 952       | 42,20        | 2      |
|                | Liste d'Union républicaine et sociale    | 19 292       | 28,12        | 1      |
|                | Liste républicaine socialiste (S.F.I.O.) | 17 940       | 26,15        | 1      |
|                | Liste du Bloc ouvrier-paysan             | 1 567        | 2,28         | 0      |
|                |                                          |              |              |        |
| Inscrits       | Inscrits                                 | 87 282       | 100,00       | 4      |
| Votants        | Votants                                  | 69 338       | 78,30        |        |
| Abstention     | Abstention                               | 18 944       | 21,70        |        |
| Blancs et nuls | Blancs et nuls                           | 728          | 1,05         |        |
| Exprimés       | Exprimés                                 | 68 610       | 98,95        |        |

### Par candidats
| Candidat       | Candidat        | Tendance       | Premier tour | Premier tour |
| Candidat       | Candidat        | Tendance       | Voix         | %            |
| -------------- | --------------- | -------------- | ------------ | ------------ |
|                | Léon Castel     | PRRRS          | 29 495       | 42,99        |
|                | François Milhet | PRRRS          | 29 383       | 42,83        |
|                | Sire            | PRRRS          | 28 306       | 41,26        |
|                | Raynaud         | PRRRS          | 28 625       | 41,72        |
|                |                 |                |              |              |
|                | Pierre Constans | PRDS           | 19 687       | 28,69        |
|                | Georgin         | FR             | 19 575       | 28,53        |
|                | Grzybowsky      | FR             | 19 106       | 27,85        |
|                | Pago            | FR             | 18 803       | 27,41        |
|                |                 |                |              |              |
|                | Cabannes        | SFIO           | 17 820       | 25,97        |
|                | Hudelle         | SFIO           | 18 065       | 26,33        |
|                | Nonier          | SFIO           | 17 342       | 25,28        |
|                | Yvan Pélissier  | SFIO           | 18 532       | 27,01        |
|                |                 |                |              |              |
|                | Carbone         | PC-SFIC        | 1 570        | 2,29         |
|                | Marserou        | PC-SFIC        | 1 560        | 2,27         |
|                | Montestruc      | PC-SFIC        | 1 571        | 2,29         |
|                | Teisseire       | PC-SFIC        | 1 569        | 2,29         |
|                |                 |                |              |              |
| Inscrits       | Inscrits        | Inscrits       | 87 282       | 100,00       |
| Votants        | Votants         | Votants        | 69 338       | 78,30        |
| Abstention     | Abstention      | Abstention     | 18 944       | 21,70        |
| Blancs et nuls | Blancs et nuls  | Blancs et nuls | 728          | 1,05         |
| Exprimés       | Exprimés        | Exprimés       | 68 610       | 98,95        |